# Calovébora
Calovébora es un corregimiento del distrito de Santa Fe en la provincia de Veraguas, República de Panamá. La localidad tiene 4.397 habitantes (2010).

## Demografía
En 2010 Calovébora contaba con una población de 4 397 habitantes según datos del Instituto Nacional de Estadística y una extensión de 1127,3 km² lo que equivale a una densidad de población de 3,9 habitantes por km².

### Razas y etnias
- 68,52 % Chibchas (Americanos)[4]
- 31,09 % Mestizos
- 0,39 % Afropanameños[4]